# Кино през 2013 година
Това е списък на събития, свързани със киното през 2013 година.

## Събития

### Церемонии по връчване на награди
- 13 януари – 70-ите награди Златен глобус в Бевърли Хилс.
- 10 февруари – 66-ите награди на БАФТА в Лондон.
- 22 февруари – 38-ите награди Сезар в Париж.
- 23 февруари – 33-тите награди Златна малинка в Санта Моника.
- 24 февруари – 85-ите награди Оскар в Лос Анджелис.
- 24 март – 18-ите награди Емпайър в Лондон.
- 26 юни – 39-ите награди Сатурн в Бърбанк.
- 7 декември – 26-ите Европейски филмови награди в Берлин.

### Кинофестивали
- 17 – 27 януари – Сънданс 2013 в Парк Сити.
- 7 – 17 февруари – 63-ти фестивал Берлинале в Берлин.
- 7 – 17 март – София Филм Фест 2013 в София.
- 15 – 26 май – 66-и фестивал в Кан.
- 28 август – 7 септември – 70-и фестивал в Венеция.
- 5 – 15 септември – 38-и фестивал в Торонто.

## Най-касови филми
| №   | Заглавие                          | Филмово студио                                 | Приходи        |
| --- | --------------------------------- | ---------------------------------------------- | -------------- |
| 1.  | „Замръзналото кралство“           | Walt Disney Pictures                           | $1 276 480 335 |
| 2.  | „Железният човек 3“               | Marvel Studios                                 | $1 215 439 994 |
| 3.  | „Аз, проклетникът 2“              | Universal Studios / Illumination Entertainment | $970 761 885   |
| 4.  | „Хобит: Пущинакът на Смог“        | Warner Bros. / New Line Cinema / MGM           | $958 366 855   |
| 5.  | „Игрите на глада: Възпламеняване“ | Lionsgate                                      | $865 011 746   |
| 6.  | „Бързи и яростни 6“               | Universal Studios                              | $788 679 850   |
| 7.  | „Университет за таласъми“         | Walt Disney Pictures / Pixar                   | $743 559 607   |
| 8.  | „Гравитация“                      | Warner Bros.                                   | $723 192 705   |
| 9.  | „Човек от стомана“                | Warner Bros. / Legendary Pictures              | $668 045 518   |
| 10. | „Тор: Светът на мрака“            | Marvel Studios                                 | $644 602 516   |

## Награди
| Категория           | 71-ви награди Златен глобус 12 януари 2014     | 71-ви награди Златен глобус 12 януари 2014  | 67-и награди на БАФТА 16 февруари 2014         | 86-и награди Оскар 2 март 2014                 |
| Категория           | Драма                                          | Мюзикъл или комедия                         | 67-и награди на БАФТА 16 февруари 2014         | 86-и награди Оскар 2 март 2014                 |
| ------------------- | ---------------------------------------------- | ------------------------------------------- | ---------------------------------------------- | ---------------------------------------------- |
| Филм                | „12 години в робство“                          | „Американска схема“                         | „12 години в робство“                          | „12 години в робство“                          |
| Актьор              | Матю Макконъхи „Клубът на купувачите от Далас“ | Леонардо ди Каприо „Вълкът от Уолстрийт“    | Чуетел Еджиофор „12 години в робство“          | Матю Макконъхи „Клубът на купувачите от Далас“ |
| Актриса             | Кейт Бланшет „Син жасмин“                      | Ейми Адамс „Американска схема“              | Кейт Бланшет „Син жасмин“                      | Кейт Бланшет „Син жасмин“                      |
| Режисьор            | Алфонсо Куарон „Гравитация“                    | Алфонсо Куарон „Гравитация“                 | Алфонсо Куарон „Гравитация“                    | Алфонсо Куарон „Гравитация“                    |
| Поддържащ актьор    | Джаред Лето „Клубът на купувачите от Далас“    | Джаред Лето „Клубът на купувачите от Далас“ | Бахад Абди „Капитан Филипс“                    | Джаред Лето „Клубът на купувачите от Далас“    |
| Поддържаща актриса  | Дженифър Лорънс „Американска схема“            | Дженифър Лорънс „Американска схема“         | Дженифър Лорънс „Американска схема“            | Люпита Нионго „12 години в робство“            |
| Адаптиран сценарий  | „Тя“ Спайк Джоунз                              | „Тя“ Спайк Джоунз                           | „Филомена“ Джеф Поуп и Стив Куган              | „12 години в робство“ Джон Ридли               |
| Оригинален сценарий | „Тя“ Спайк Джоунз                              | „Тя“ Спайк Джоунз                           | „Американска схема“ Ерик Сингър и Дейвид Ръсел | „Тя“ Спайк Джоунз                              |
| Чуждестранен филм   | „Великата красота“                             | „Великата красота“                          | „Великата красота“                             | „Великата красота“                             |
| Анимационен филм    | „Замръзналото кралство“                        | „Замръзналото кралство“                     | „Замръзналото кралство“                        | „Замръзналото кралство“                        |